# Wayne E. Meyer (Schiff)
Die USS Wayne E. Meyer (DDG-108) ist ein Zerstörer der United States Navy und gehört der Arleigh-Burke-Klasse an. Sie ist nach Konteradmiral Wayne E. Meyer benannt. Meyer gilt als Vater des Aegis-Kampfsystems. DDG-108 trägt das 100. ausgelieferte Aegis.

## Geschichte
DDG-108 wurde 2002 in Auftrag gegeben. 2007 legte Bath Iron Works das Schiff auf Stapel. Am 18. Oktober 2008 wurde das Schiff, unter Anwesenheit Meyers, getauft. Taufpatin war Meyers Ehefrau, Anna Mae. Einen Tag später lief die USS Wayne E. Meyer vom Stapel. Ein Jahr später, am 10. Oktober 2009, wurde die Wayne E. Meyer in  Philadelphia in Dienst gestellt.
Ende 2011 begann die erste Einsatzfahrt der Wayne E. Meyer: An der Seite der John C. Stennis führte diese den Zerstörer in den Indischen Ozean und ab Anfang 2012 in den Pazifikraum.